# Уэст-Бриджуотер
Уэст-Бриджуотер (англ. West Bridgewater) — город в округе Плимут в штате Массачусетс на востоке США. Согласно Переписи населения 2020 года население города составляло 7707 человек. 
Компания Bloom Bus Lines осуществляет пригородное сообщение между городами Тонтон, Рейнхем, Ист-Бриджуотер, Уэст-Бриджуотер и Бостон.
На уровне штата Уэст-Бриджуотер представлен в Палате представителей Массачусетса как часть Десятого Плимутского округа, в который входят также Броктон и Ист-Бриджуотер. Город представлен в Сенате Массачусетса как часть округа Норфолк, Бристол и Плимут.
Местное самоуправление в Уэст-Бриджуотере осуществляется в форме открытого городского собрания, возглавляемого городским главой и советом избирателей.

## Известные уроженцы
- Сайрус Алждер[англ.] (1781—1856) — изобретатель, владелец цеха по производству первого нарезного ружья в Америке[7][8].
- Уолтер Генри Снелл (1889—1980) — американский бейсболист и миколог.